# グリフォン・ホバーワーク 2000TD

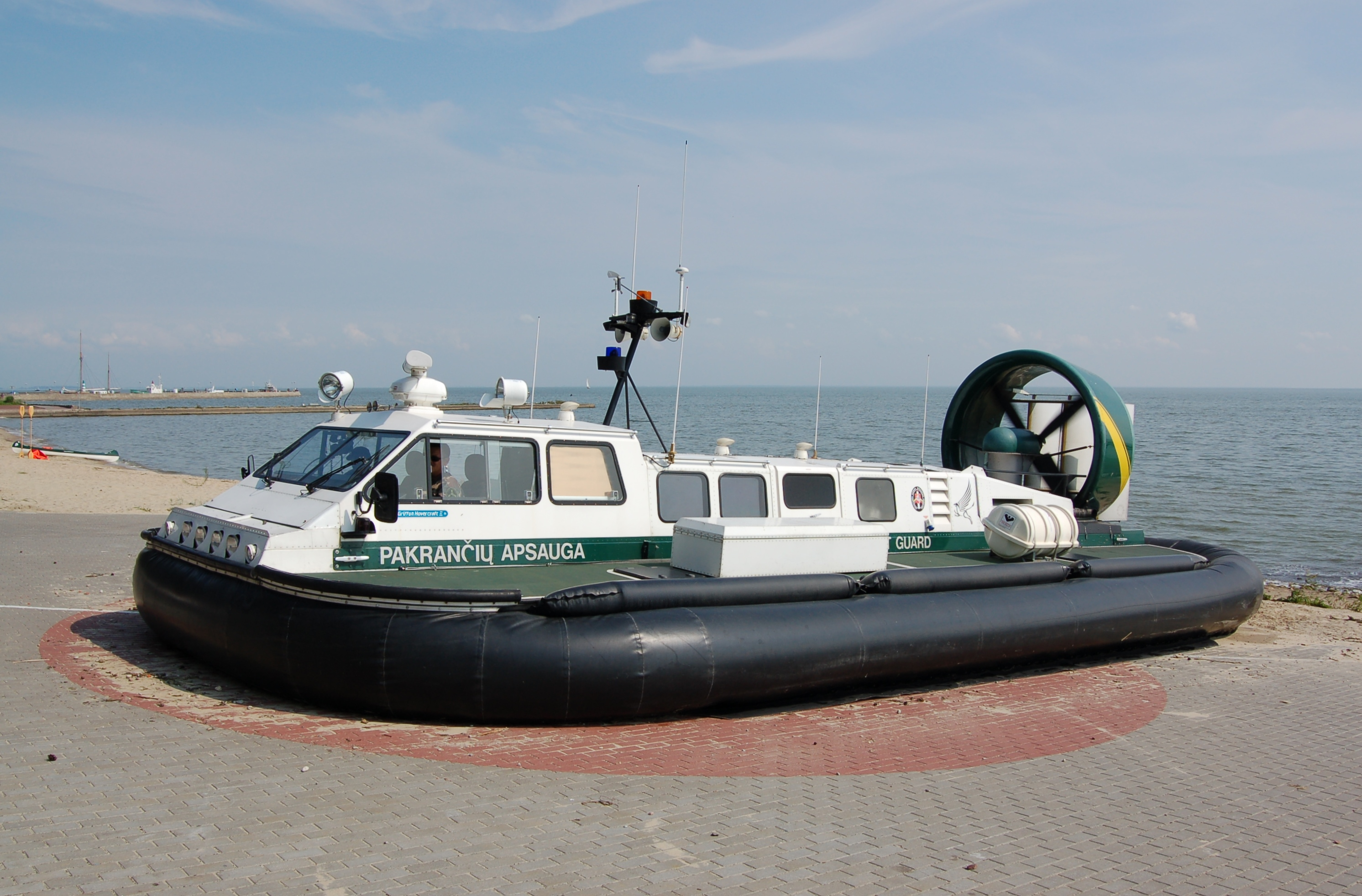
グリフォン2000TDX Mk.II
リトアニア国境警備隊沿岸警備部隊の保有艇

グリフォン・ホバーワーク 2000TD（Griffon 2000TD）は、イギリスのグリフォン・ホバークラフト社（現：グリフォン・ホバーワーク社）の開発したホバークラフトである。軍用型と民間商用型が存在している。
用途としては、揚陸、警備、旅客輸送、救難、開発支援などが想定されている。 

## 概要
イングランド南岸ハンプシャーに拠点を置くグリフォン・ホバーワークは、40年にわたりホバークラフトの開発、製造、販売を行っている。また同社は、ホバークラフトに初めてターボディーゼルエンジンを搭載したことでも知られる。
1990年代初頭に開発された2000TDシリーズは、1970年代から軍用・商用の両方で広く用いられていたブリティッシュ・ホバークラフト SR.N6に比べるとわずかに小型で、また大幅に軽量化されていた。ほぼ全ての構造材がアルミ製となった2000TDXはSR.N6の約半分の重量となっている。
2008年には改良型の2400TDが開発された。このモデルは従来機種に比べ速度、積載量が増大し、また障害物を乗り越えられる高さも大きくなっている。

## 採用国

### 民生型採用国
- ニュージーランド オークランド国際空港 2000TDX[1]

- ノルウェー ノルウェー極地研究所（英語版） 2000TD Mark III 1隻[2]
  - SABVABAA

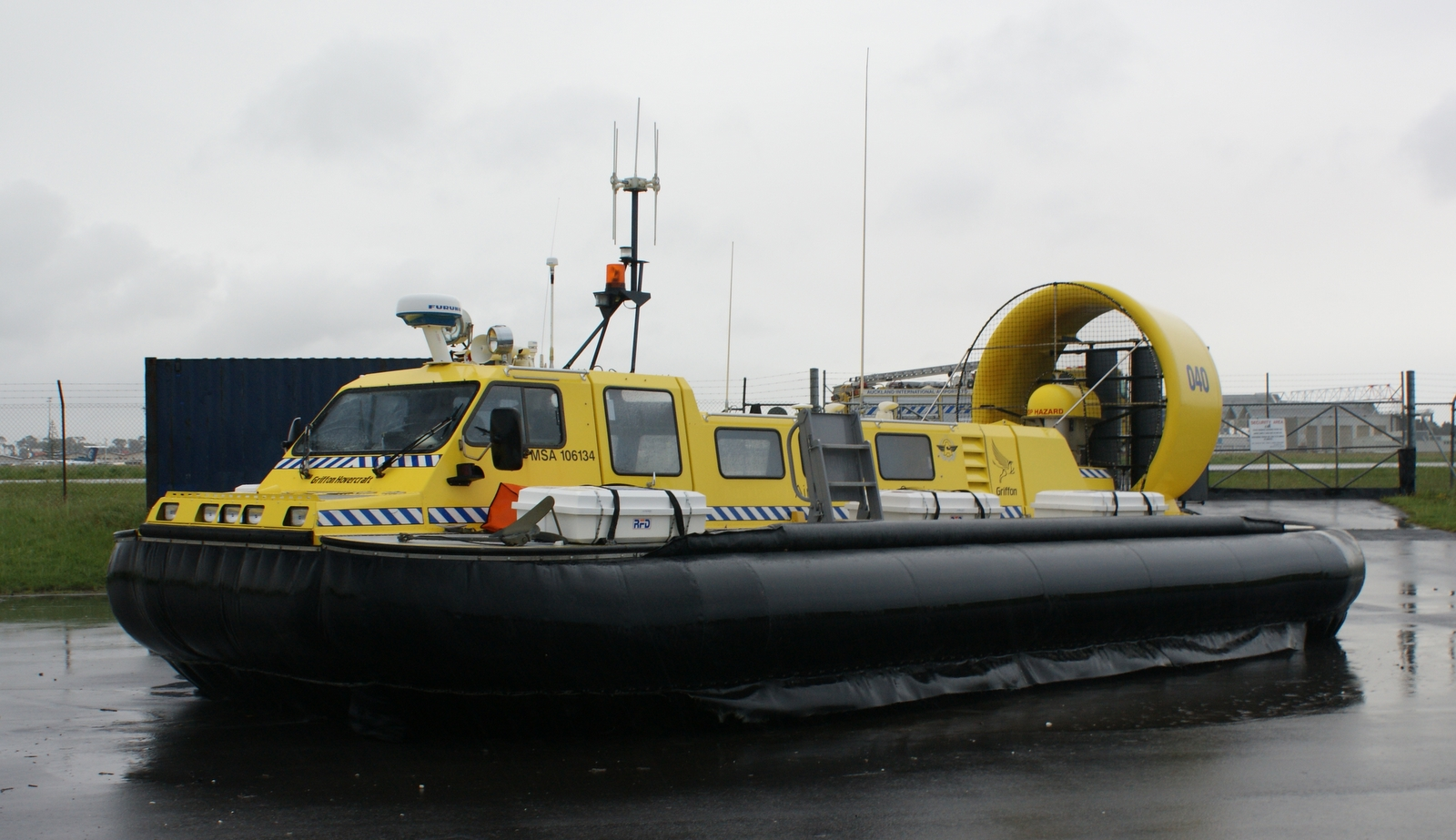
オークランド国際空港の2000TD

### 軍用型採用国

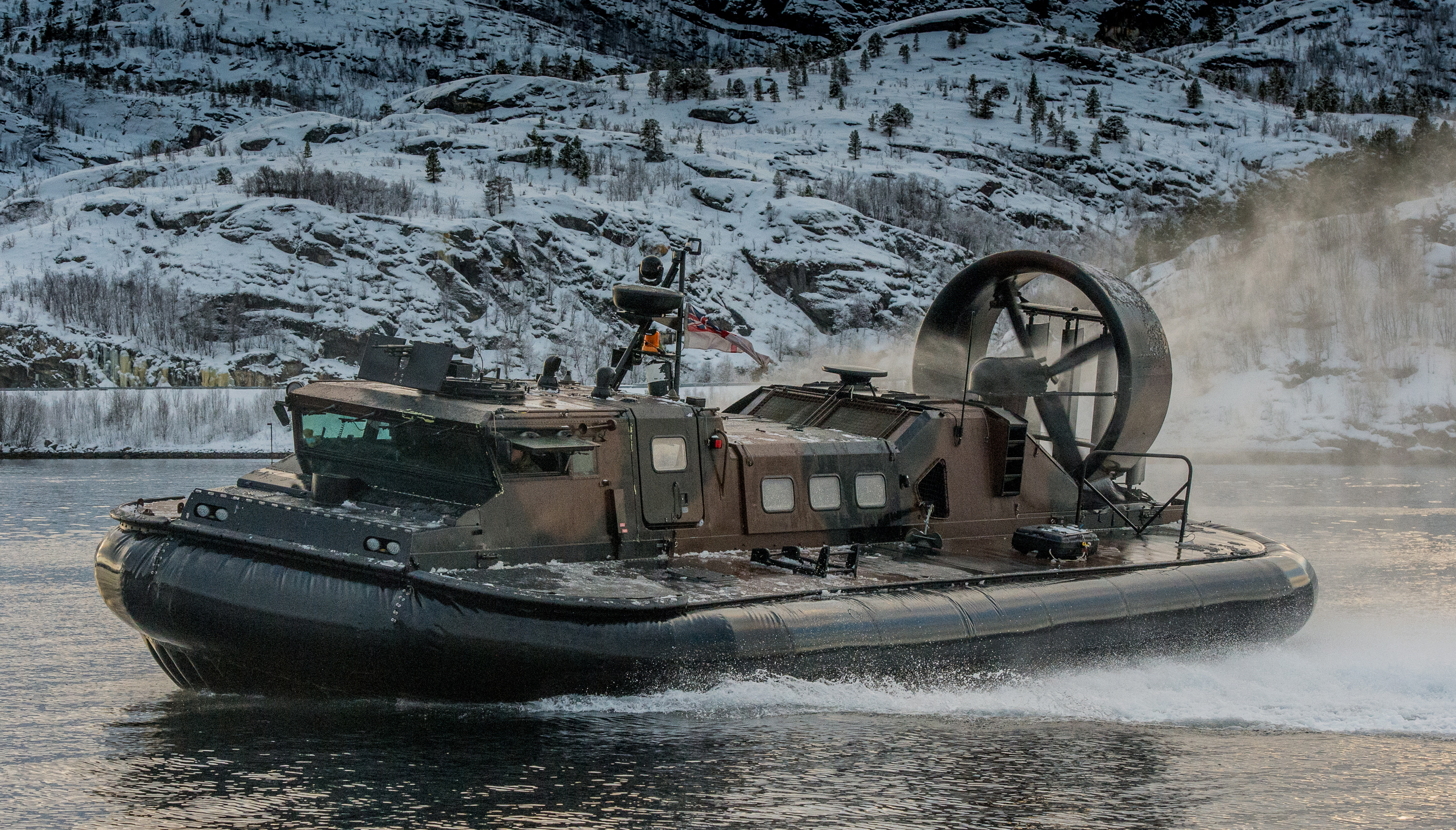
イギリス海兵隊のLCAC(L)型エア・クッション型揚陸艇

- コロンビア海軍 2000TD 8隻主に麻薬取り締まりに利用されている[3]。
  - ARC 331
  - ARC 332
  - ARC 333
  - ARC 334
  - ARC 335
  - ARC 336
  - ARC 337
  - ARC 338
- リトアニア国境警備隊（英語版） 2000TDX 1隻
  - クリスティーナ (Christina)
- エストニア国境警備隊 1隻
  - PVH 1
- ベルギー海軍 1隻
  - A999 Barbara
- フィンランド国境警備隊 3隻
- パキスタン海軍 2000TD 4隻
- ペルー海軍 2000TD 6隻、ディロン・エアロ M134D機関銃を搭載している[4]。
  - UCF-104
  - UCF-105
  - UCF-106
- ポーランド国境警備隊 2000TD 2隻[5]
  - SG-411
  - SG-412
- スウェーデン沿岸警備隊 2000TD 3隻
  - KBV 590
  - KBV 591
  - KBV 592
- スウェーデン海軍 3隻
  - 301
  - 302
  - 303
- イギリス海兵隊 2000TDX 4隻、LCAC(L)型エア・クッション型揚陸艇として採用している。
  - C21
  - C22
  - C23
  - C24

## 要目
グリフォン・ホバークラフト社による基本的な数値であり、採用者により細部は異なる
- 全長 12.7m
- 全幅 6.1m
- 全高 3.93m
- 乗員 1名
- 乗客 20～25名
- 積載量 2.2t
- 稼働時間 10時間
- 燃費 毎時45リットル
- 速力 最大積載時に最高35ノット
- 機関 ドイツAG社製ディーゼルエンジン1基、出力330kW
- 限界乗越え高 0.73m
- 最大波高 1.2m